# Sphagnum austro-americanum
Sphagnum austro-americanum är en bladmossart som beskrevs av H. Crum 1993. Sphagnum austro-americanum ingår i släktet vitmossor, och familjen Sphagnaceae. Inga underarter finns listade i Catalogue of Life.